# L'escurçó
L'escurçó és un drama en tres actes, original d'Ignasi Iglesias, estrenat al Teatre Granvia de Barcelona, la nit del 9 de desembre de 1893.
L'acció té lloc a Lleida.

## Repartiment de l'estrena
- Laia, 30 anys: Antònia Verdier
- Tuies, 50 anys: Concepció Pallardó
- Jordi, 40 anys: Antoni Tutau
- Llorenç. 35 anys: Lluís Llibre
- Jaume, 55 anys: Antoni Serraclara
- Mesell, 28 anys: Joaquim Oliva
- Borni, 45 anys: Joaquim Montero
- Director artístic: Antoni Tutau